# جیرتون دوپونت
جیرتون دوپونت (انگلیسی: Jairton Dupont؛ زادهٔ ۱۶ دسامبر ۱۹۵۸) شیمی‌دان، و پژوهشگر اهل برزیل و از دانش‌آموختگان دانشگاه استراسبورگ است. تحقیقات وی مربوط به مایعات یونی، کاتالیز ارگانی فلزی و نانوذرات فلزی است.

## حرفه
از سال ۲۰۱۴ استاد دانشگاه شیمی در دانشگاه ناتینگهام بوده‌است. وی عضو آکادمی علوم برزیل و دریافت کننده نشان ملی علمی برزیل و جایزه TWAS است. دوپنت دکترای خود را از دانشگاه لوئیز پاستور، استراسبورگ به دست آورد.